# Broadway-Melodie 1936
Broadway-Melodie 1936 ist ein US-amerikanisches Filmmusical von Roy Del Ruth aus dem Jahr 1935.

## Handlung
Robert „Bob“ Gordon möchte eine neue Broadway-Show auf die Bühne bringen, leidet aber an Geldknappheit. Dann bekommt er ein Geldangebot von der jungen Witwe Lillian Brent unter der Bedingung, dass sie in seiner neuen Show tanzen darf. Der Journalist Bert Keeler bekommt diese Information und schreibt darüber in seiner Kolumne in einer leicht kränkenden Art. Gordons alte Mitschülerin Irene Foster, eine Stepptänzerin aus Albany bemüht sich ebenfalls um die Hauptrolle in der Show, aber Lillian besteht darauf diesen Part selbst zu übernehmen. Aus dem Grund beginnen Irene Forster, Bert Keeler und Gordons Sekretärin Kitty Corbett ein kleines Spiel, damit Irene die Hauptrolle bekommt.

## Auszeichnungen
Dave Gould gewann bei der Oscarverleihung 1936 den ersten (von insgesamt nur drei Mal verliehenen) Oscar für die beste Tanzregie. Des Weiteren war der Film selbst in der Kategorie bester Film und Moss Hart in der Kategorie beste Originalgeschichte nominiert.

## Kritiken
Das Lexikon des internationalen Films schreibt: „Irrungen und Wirrungen in der Umgebung eines Show-Produzenten. Ein Evergreen des amerikanischen Musicals.“

## Synchronisation
Die deutsche Neusynchronisation entstand im Jahre 1977 für das Fernsehen.
| Rolle         | Schauspieler    | Dt. Synchronstimme  |
| ------------- | --------------- | ------------------- |
| Bert Keeler   | Jack Benny      | Horst Sachtleben    |
| Irene Foster  | Eleanor Powell  | Viktoria Brams      |
| Robert Gordon | Robert Taylor   | Christian Quadflieg |
| Hornblow      | Robert Wildhack | Christian Marschall |